# Pithomictus decoratus
Pithomictus decoratus är en skalbaggsart som beskrevs av Francis Polkinghorne Pascoe 1864. Pithomictus decoratus ingår i släktet Pithomictus och familjen långhorningar. Inga underarter finns listade i Catalogue of Life.